# Bata (distrikt)
Bata (bulgariska: Бата) är ett distrikt i Bulgarien.   Det ligger i kommunen Obsjtina Pomorie och regionen Burgas, i den östra delen av landet, 300 kilometer öster om huvudstaden Sofia.
Trakten runt Bata består till största delen av jordbruksmark. Runt Bata är det ganska tätbefolkat, med 60 invånare per kvadratkilometer.